# My Dear Melancholy,
My Dear Melancholy, – minialbum kanadyjskiego wokalisty The Weeknd, wydany 30 marca 2018 roku nakładem wytwórni XO i Republic Records. Zawiera on utwory wyprodukowane przez takich producentów jak Gesaffelstein, Mike Will Made It, Frank Dukes, DaHeala, czy Skrillex.
W Polsce nagrania uzyskały certyfikat platynowej płyty.

## Lista utworów
| Wersja standardowa | Wersja standardowa                            | Wersja standardowa                                                                | Wersja standardowa                         | Wersja standardowa |
| Nr                 | Tytuł utworu                                  | Autorzy                                                                           | Produkcja                                  | Długość            |
| ------------------ | --------------------------------------------- | --------------------------------------------------------------------------------- | ------------------------------------------ | ------------------ |
| 1.                 | „Call Out My Name”                            | The Weeknd • Frank Dukes • Nicolas Jaar                                           | Dukes                                      | 3:48               |
| 2.                 | „Try Me”                                      | The Weeknd • Belly • Jason Quenneville • Mike Will Made It • Marquel Middlebrooks | Mike Will Made It • Marz • Dukes • DaHeala | 3:41               |
| 3.                 | „Wasted Times”                                | The Weeknd • Starrah • Skrillex • Dukes                                           | Dukes • Skrillex                           | 3:40               |
| 4.                 | „I Was Never There (gościnnie Gesaffelstein)” | The Weeknd • Gesaffelstein • Dukes                                                | Gesaffelstein • Dukes                      | 4:01               |
| 5.                 | „Hurt You (gościnnie Gesaffelstein)”          | Guy-Manuel de Homem-Christo • The Weeknd • Gesaffelstein • Dukes • Cirkut         | Gesaffelstein • Dukes • Cirkut             | 3:50               |
| 6.                 | „Privilege”                                   | The Weeknd • Quenneville • Dukes                                                  | Dukes • DaHeala                            | 2:50               |
|                    |                                               |                                                                                   |                                            | 21:50              |

| My Dear Melancholy, (Spotify reissue) | My Dear Melancholy, (Spotify reissue)         | My Dear Melancholy, (Spotify reissue)                                             | My Dear Melancholy, (Spotify reissue)      | My Dear Melancholy, (Spotify reissue) |
| Nr                                    | Tytuł utworu                                  | Słowa                                                                             | Muzyka                                     | Długość                               |
| ------------------------------------- | --------------------------------------------- | --------------------------------------------------------------------------------- | ------------------------------------------ | ------------------------------------- |
| 1.                                    | „Call Out My Name”                            | The Weeknd • Frank Dukes • Nicolas Jaar                                           | Dukes                                      | 3:48                                  |
| 2.                                    | „Try Me”                                      | The Weeknd • Belly • Jason Quenneville • Mike Will Made It • Marquel Middlebrooks | Mike Will Made It • Marz • Dukes • DaHeala | 3:41                                  |
| 3.                                    | „Wasted Times”                                | The Weeknd • Starrah • Skrillex • Dukes                                           | Dukes • Skrillex                           | 3:40                                  |
| 4.                                    | „I Was Never There (gościnnie Gesaffelstein)” | The Weeknd • Gesaffelstein • Dukes                                                | Gesaffelstein • Dukes                      | 4:01                                  |
| 5.                                    | „Hurt You (gościnnie Gesaffelstein)”          | Guy-Manuel de Homem-Christo • The Weeknd • Gesaffelstein • Dukes • Cirkut         | Gesaffelstein • Dukes • Cirkut             | 3:50                                  |
| 6.                                    | „Privilege”                                   | The Weeknd • Quenneville • Dukes                                                  | Dukes • DaHeala                            | 2:50                                  |
| 7.                                    | „Call Out My Name (Acapella)”                 | Tesfaye • Feeney • Jaar                                                           | Dukes                                      | 3:44                                  |
|                                       |                                               |                                                                                   |                                            | 25:34                                 |

## Listy
| Listy albumów (2018)                | Najwyższa pozycja |
| ----------------------------------- | ----------------- |
| Australia (ARIA)                    | 3                 |
| Austria (Ö3 Austria)                | 8                 |
| Belgia (Ultratop Flandria)          | 3                 |
| Belgia (Ultratop Walonia)           | 22                |
| Kanada (Billboard)                  | 1                 |
| Czechy (ČNS IFPI)                   | 2                 |
| Dania (Hitlisten)                   | 1                 |
| Holandia (MegaCharts)               | 3                 |
| Finlandia (Suomen virallinen lista) | 3                 |
| Niemcy (Offizielle Top 100)         | 7                 |
| Irlandia (IRMA)                     | 2                 |
| Włochy (FIMI)                       | 24                |
| Nowa Zelandia (RMNZ)                | 2                 |
| Norwegia (VG-lista)                 | 1                 |
| Szkocja (OCC)                       | 8                 |
| Hiszpania (PROMUSICAE)              | 45                |
| Szwecja (Sverigetopplistan)         | 1                 |
| Szwajcaria (Schweizer Hitparade)    | 4                 |
| UK Albums Chart (OCC)               | 3                 |
| UK R&B Albums Chart (OCC)           | 1                 |
| Billboard 200                       | 1                 |
| Top R&B/Hip-Hop Albums (Billboard)  | 1                 |